# Johan Werner den yngre
För andra betydelser, se Johan Werner (olika betydelser)

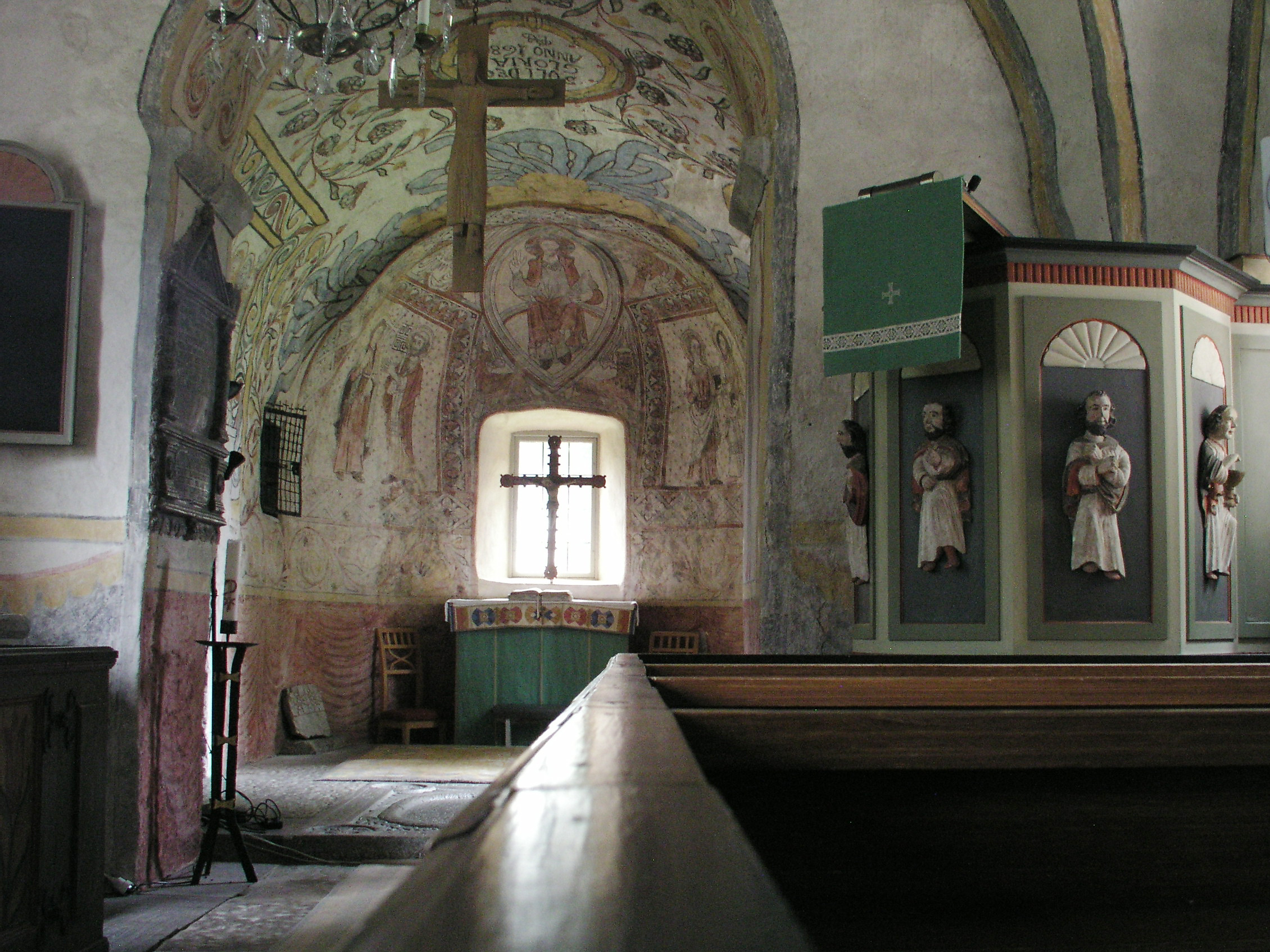
Väversunda kyrka. Skulpturer av Johan Werner d.y. på predikstolen.

Porträtt av Per Brahe den yngre i helfigur iförd riksrådsdräkt i form av en röd hermelinskantad talar samt hatt. Oljemålning av Johan Werner d.y. 1675. Skoklosters slott.

Johan Werner d.y., född omkring år 1630 sannolikt i Mathem, Östra Tollstads socken, Östergötland, död 1691 i Gränna, var en svensk bildhuggare, konterfejare och byggmästare.
Johan Werner var son till Johan Johansson Werner, d.ä. (Wernich) (Jägerdorfwer), född omkring år 1600, troligen i Czarnovanz, Schlesien och Karin (Katarina) Arvidsdotter från Horngärde, Västra Stenby socken i Östergötland. Han var bror till Henrik (Heinrich) Werner, Elisabeth Werner (ca 1635–1695), som var gift med Petter Bengtsson Holm (1638–1691) och Maria Werner, som var gift med bildhuggaren Erik Bengtsson Holm (1639/40–1695), bosatta i Mathem, Östra Tollstads socken.
Han var från 1650-talets början medhjälpare hos fadern, bland annat vid arbetet i Brahekyrkan på Visingsö och på Läckö slott. Efter faderns död 1656 efterträdde han denne som hovkonterfejare hos Per Brahe d.y. Johan Werner blev 1667 rådman i Gränna och utnämndes 1675 till byggnads- och handelsborgmästare. Därmed fick han ett betydande inflytande över byggnadsverksamheten i Visingsborgs grevskap. Bland annat uppförde han nordflygen och ett lusthus på Visingsborgs slott, rådhuset i Gränna och en brunn på torget i Gränna. I sina inredningsarbeten anknöt han till faderns provinsiellt retarderade dekorationsstil med kvarlevande sengotiska inslag. Han var under en följd av år sysselsatt i Brahekyrkan på Visingsö där han förutom skulpturer även utförde måleriarbeten. För Visingsborgs slott utförde han tillsammans med sin lärling Nicolaus Enander två statyer föreställande Gilbertil och Kättil Rundske som gick förlorade vid slottets brand 1718. Liksom sin far målade han ett stort antal braheska släktporträtt och stamträd samt regentlängder över svenska kungar. Han utförde på Brahes beställning ett släkträd med 35 vapen och sex porträtt 1665 och 1671 utförde han fyra miniatyrer på pergament. Av hans porträttmålningar är det bara några enstaka bevarade varav några porträtt ur släkten Brahe återfinns i Statens porträttsamling på Gripsholm och på Skokloster finns ett porträtt av Per Brahe den yngre. Han har tillskrivits ytterligare några målningar på Sjöholm och Närkes Boo samt en del teckningar bland annat en serie kungaporträtt i helfigur i en förlage- och skisskok som ursprungligen ägdes av hans far. 
Han var gift första gången 1656 med Ingeborg Nilsdotter (död 1674) och andra gången 1676 med Sigrid Pedersdotter Wircknaea. Han var far till Johan Werner (död 1700) och styvfar till konstnären Nicolaus Enander.

## Verk i urval
- Skärstads kyrka, Småland: Predikstol 1656.
- Visingsborgs slott, Visingsö, Småland: År 1660 fick Johan Werner betalt för två statyer till sydflygelns västaltan föreställande Gilbertil & Kättil Rundske. I detta arbete hade han haft hjälp av sin lärling, styvsonen Nicolaus Enander.
- Brahekyrkan på Visingsö: Skulpturering av sex små förgyllda änglar till korskranket 1660.
- Kumlaby kyrka på Visingsö: Tillverkning av altare till sakristian 1661.
- Rogberga kyrka, Småland: Predikstol omkring 1661.
- Visingsborgs slott: Uppförande av nordflygeln och inredningsarbeten i östflygeln 1662.
- Kumlaby kyrka, Visingsö: Skapande av en Kristusbild och två änglar till djäknekoret 1662, nu förkomna, samt en krona till predikstolens ljudtak.
- Östanå kapell, Småland: Predikstol 1662.
- Villinge kyrka: Predikstol 1662.
- Lyckås kyrka, Småland: Predikstol 1665.
- Visingsborgs slott: Tre statyer till de tre altanerna på östfasaden 1666.
- Visingsborgs slott: Byggande av lusthus 1668.
- Gränna: Uppförande av rådhus 1668–1676, rivet 1800.
- Kumlaby kyrka, Visingsö: Dekorationsmålningar 1669.
- Nykils kyrka, Östergötland: Skulptering av dopfunt omkring 1670.
- Kumlaby kyrka, Visingsö: Skapande av en birgittabild till sakristian 1670 och påföljande år en krans med änglahuvuden och lövverk, som skulle inmonteras i altartavlan.
- Gränna: Byggande av en brunn på torget 1671.
- Visingsborgs slott: År 1671 fick Werner betalt för diverse målningsarbeten på slottet.
- Ödeshögs kyrka, Östergötland: Predikstol 1672. Utbytt 1796 mot ny stol, men en av dess evangelistbilder hänger numera i koret.
- Gränna kyrka: Sannolikt är det Johan som bygger om kyrkan 1673.
- Väversunda kyrka, Östergötland: Altaruppsats 1681. Endast några fragment återstår.
- Väversunda kyrka, Östergötland: Predikstol 1689. Av predikstolen finns inget kvar, men dess bilder har fått plats på den nya predikstolen från 1947.
- Lyckås kyrka, Småland: Altartavla 1690.